# Vinje (Trøndelag)
Vinje is een dorp en voormalige gemeente in Noorwegen. De gemeente lag in het uiterste westen van de toenmalige fylke Sør-Trøndelag, aan het einde van de Vindafjord. In 1964 werd Vinje toegevoegd aan de gemeente Hemne, die op zijn beurt in 2020 opging in de gemeente Heim.
De huidige parochiekerk van Vinje dateert uit 1820. Het gebouw verving een voorganger uit de middeleeuwen.